# اندیشکده (فیلم)
«اندیشکده» (انگلیسی: Think Tank (film)) یک فیلم است که در سال ۲۰۰۶ منتشر شد.